# Церковь Спаса Всемилостивого (Туринск)
Церковь Спаса Всемилостивого — православный храм в городе Туринске Свердловской области. Относится к Алапаевской епархии. Памятник краевого зодчества.

## История

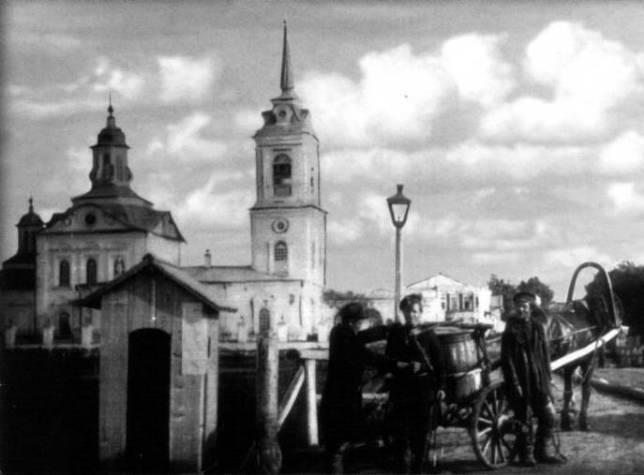
Храм Всемилостивого Спаса в начале XX века

Первая Спасская церковь была сооружена в 1652 году и имела размеры 6х8 метров, шатровую кровлю с крестом.
Новая каменная церковь строилась в три этапа. В 1746 году была построена приходская церковь во имя святого великомученика Феодора Стратилата, престол был освящён. В результате ремонта этой церкви в 1768 году к ней пристроили коробку новой церкви. Помещение главного храма было освящено во имя Всемилостивого Спаса. В 1786 году к церкви пристроили южный придел. Новый трёхпрестольный был освящён: главный престол — во имя Всемилостивого Спаса, левый — во имя святого великомученика Феодора Стратилата, правый — во имя христианского святого, великомученика, целителя Пантелеймона. Чин освящения престолов храма вероятно исполнил в 1786 году епископ Русской православной церкви, правящий архиерей Варлаам, архиепископ Тобольский и Сибирский
.

### В годы советской власти
C 1920-х годов в Туринске описывались церковные ценности, проводилась ликвидации храмов. Согласно решению местных органов, Спасскую церковь было разрешено оставить, но обезглавить. Была снесена колокольня, купол снесли, надстроен второй этаж. Долгое время в здании храма располагался районный Дом пионеров.

### Послераспада СССР
В Туринске стала возрождаться духовная жизнь. В 1992 году храм вернули верующим. Усилиями местных прихожан храм постепенно восстанавливается. В 2014 году была сооружена колокольня с куполом и позолоченным шпилем с крестом, отремонтирован часовой механизм.

## Архитектура
Архитектура храма выполнена в стиле сибирского барокко. Это наблюдается в формах куполов, барабана, алтарной апсиды. Колокольня была выполнена двухъярусной, прямоугольной. Купол витиеватый со шпилем и крестом. На Спасской церкви установлены башенные часы, отбивающие время колокольным звоном. Храм оштукатурен, окрашен в белый цвет.